# 蒙特法尔科
蒙特法尔科（義大利語：Montefalco），是意大利翁布里亚大区佩鲁贾省的一个市镇。总面积69.34平方公里，人口5820人，人口密度83.9人/平方公里（2009年）。ISTAT代码为054030。